# Sukashitrochus morleti
Sukashitrochus morleti is een slakkensoort uit de familie van de Scissurellidae. De wetenschappelijke naam van de soort is voor het eerst geldig gepubliceerd in 1880 door Crosse.